# Manoir Carrollton
Le Manoir Carrollton est un domaine de 69 km2, située dans le Comté de Frederick (Maryland). La propriété s'étend de la Potomac au sud à la Ballenger Creek au nord, et de la Catoctin Mountain à l'ouest à la Monocacy River à l'est. Elle inclut aujourd'hui les villes de Lime Kiln, Buckeystown, Adamstown, Doubs, Licksville, Tuscarora et Point of Rocks.
Charles Carroll d'Annapolis accorde à son fils Charles Carroll de Carrollton, la propriété entière. C'est là qu'il rajoute la particule « de Carrollton » à son nom. La fille aînée de Charles épousa Richard Caton et fut la mère des « Trois Grâces d'Amérique » (« three American graces ») qui elles-mêmes épousèrent des nobles britanniques : le marquis de Wellsley, le duc de Leeds et le comte de Stafford. Ces dames continuèrent à garder la jouissance des parties du manoir et à amasser des revenus importants grâce aux loyers des nombreuses fermes aux terres fertiles. Le manoir en lui-même appartenait à la petite-fille préférée de Charles : Marianna Caton, et à son mari, Robert Patterson.
La maison, d'architecture georgienne, comporte trois étages et fut construite à la chaux autour de 1764. Elle se situe à Adamstown. À l'origine, le manoir avait 14 salles, mais d'autres ont été ajoutées par la suite jusqu'à ce qu'il y en ait 21. Les murs sont d'environ 61 cm d'épaisseur, les planchers faits de chêne et de nombreuses portes ont encore aujourd'hui leur loquet d'origine. Les cloisons sont pour la plupart faites de briques pleines. Après la large entrée principale se trouve un hall de réception rectangulaire qui donne accès aux salles. Il y a deux salons jumeaux et un escalier qui part du sous-sol au grenier. Chaque pièce possède sa propre cheminée. La maison figure depuis 1997 au Registre national des lieux historiques.
Le manoir prospéra dans les années 1800 grâce à l'industrie, avec des moulins à eau sur la Monocacy River. La politique agricole de Carroll passa du tabac au blé, des fours seront établis afin de brûler la chaux pour fertiliser les champs.
Les Patterson ne vécurent à Tuscaroca que quelques années. Lorsque le choléra arriva dans le voisinage, ils partirent pour Baltimore (Maryland), où M. Patterson mourra quelques jours plus tard. Après cela, Tuscaroca fut occupé par des locataires. La superficie fut ensuite réduite, divisée en de petites fermes, pour ne garder que 8 km2 seulement.
Après la mort de Charles Carroll de Carollton, le domaine est légué par un acte à ses descendants. Étant donné que les héritiers s'étaient dispersés à travers le monde, on emploie des contrôleurs pour d'occuper de leurs intérêts. La majeure partie du Manoir est vendue ou louée. Parmi les acquéreurs figure Louis McMurray, qui fut le premier à ouvrir une conserverie de maïs dans le Comté de Frederick. Il mettait également en boîte des pois ou d'autres légumes. Deux grandes usines de mise en boîte se situaient dans les terres du Manoir de Carrol, une à Buckeystown, dirigée par les Frères Baker, l'autre à Admastown, dirigée par les frères Thomas.
Les locataires furent négligents : les dindes étaient élevées dans une chambre, les porcs au sous-sol, et des jambons salés égouttaient au grenier. Les descendants ont tenu le Manoir de Carrollton en tant que propriétaires absentéistes jusqu'en 1923 où il est acheté par la famille Baker. Vers 1949, deux des fermes originales du manoir furent vendues à M. et Mme Pascal Renn. Ceux-ci apportèrent des améliorations au Tuscaroca et le décorèrent avec des antiquités et des reproductions de la période coloniale. Chose étonnante, les rampes et l'escalier ont survécu, le boisage est resté en bon état ; les placards, les volets intérieurs et les portes sont également restés en place. Dans les années 1950, les Renn vendirent la ferme à Eastalco qui y construit une grande usine d'aluminium. Tuscaroca est toujours en place aujourd'hui et est utilisée par le propriétaire, successeur d'Eastalco, Alcoa, comme maison d'hôte et centre de réunion.

## Source
- (en) Cet article est partiellement ou en totalité issu de l’article de Wikipédia en anglais intitulé « Carrollton Manor » (voir la liste des auteurs).

 vue satellite du Manoir Carrollton sur WikiMapia.